# Bukov Vrh nad Visokim
Bukov Vrh nad Visokim je naselje v Občini Škofja Loka. Ustanovljeno je bilo leta 1997 iz dela ozemlja naselja Bukov Vrh. Leta 2015 je imelo 53 prebivalcev.